# ローコン
ローコン（Rokon 、ロコンの表記もあり）とは、米国、ニューハンプシャー州ロチェスターに所在するオートバイメーカー。1958年の創業時から二輪駆動式（自動車の四輪駆動に相当）の車両をラインナップし続けてきたメーカーとしても知られている。
日本でも、長野県の株式会社ノースウエストが「レンジャー」（後述）の輸入・販売を行っていたが、2009年現在では終了している。

## 特徴
ごつごつと角ばった車体にパドルタイヤを装着した姿から「二輪版トラクター」とも言える独特のデザインは、本田技研工業がかつて生産していた原動機付自転車「モトラ」にも相通ずるもの。3速オートマチックのギアボックスからベルトやチェーン、シャフトを介し、後輪だけでなく前輪も駆動する2WDを採用しているのがローコン社製オートバイ最大の特徴である。創業当初からクライスラー社製の汎用2サイクルエンジンを採用していたが、近年のモデルはKohler社、または本田技研工業製の汎用4サイクルエンジンを搭載している。排気量は160cc～174cc、最高出力は5.5～6.6psである。また、いずれの車種も不整地や未舗装路における走破性能に特化されており、最高速度は40mph（64km/h）程度である。

## ラインナップ
- トレールブレーカー（Trail Breaker ）

15インチの前後タイヤを装備し、最低地上高を確保したモデル。6.6psを発揮するKohler社製172cc強制空冷単気筒エンジンを搭載。
- レンジャー（Ranger ）

"Powered by HONDA"とローコン社のウェブページにある通り、本田技研工業製の160cc強制空冷単気筒エンジンを搭載。最高出力は5.5ps。カリフォルニア州の排ガス規制にも対応している。
- スカウト（Scout ）

12インチタイヤを標準装備（オプションで15インチに変更可能）。エンジンはトレールブレーカーと共通。